# 朱誠洌
汧陽安裕王朱誠洌（1458年—1502年12月9日），明朝秦藩第二代汧陽王，汧陽端懿王朱公鏳之嫡第二子，母妃馬氏。

## 生平
天順二年（1458年）生。天順三年（1459年），獲賜名誠洌。成化八年（1472年），封汧陽王長子。弘治八年（1495年），汧陽端懿王朱公鏳去世。弘治十年（1497年），朱誠洌襲封汧陽王。
弘治十三年（1500年），朱誠洌與永壽王朱秉欓各上奏稱，欲遣人前往杭州府收買羅緞。明孝宗僅許一次，後不為例。弘治十四年（1501年），秦府長史司奏稱，朱誠洌孝義出於天性，遂受到賜敕獎諭。
弘治十五年十一月初十日（1502年12月9日）薨，享年四十五歲，在位六年，諡號安裕。
弘治十八年（1505年），其庶長子鎮國將軍朱秉楱奏請襲爵。禮部會議稱，《皇明祖訓》無郡王庶子襲封之制，請止授以鎮國將軍，以奉祀事。明孝宗從之。朱秉楱再次奏請才得以於正德三年（1508年）襲封汧陽王。

## 家庭

### 妻
- 王氏，初封汧陽王長子夫人，弘治十二年（1499年）追封汧陽王妃[9]。

### 妾
- 劉氏，生朱秉楱[10]。

### 子
- 庶長子：鎮國將軍→汧陽莊靖王朱秉楱[11]